# Donnie Wahlberg
Donald Edmond Wahlberg, Jr. (Boston, Massachusetts, 17 de agosto de 1969), conocido artísticamente como Donnie Wahlberg, es un actor, cantante y productor estadounidense.

## Biografía
Es el octavo de nueve hermanos, de los cuales el menor, Mark Wahlberg, es también un conocido cantante y actor.
Tiene dos hijos con su exesposa Kim Fey: Xavier Alexander Wahlberg (n. 4 de marzo de 1993) y Elijah Hendrix Wahlberg (n. 20 de agosto de 2001). La pareja se divorció el 13 de agosto de 2008.
En 2013 comenzó a salir con la comediante Jenny McCarthy, con quien se casó el 31 de agosto de 2014.

## Carrera
Empezó su carrera como cantante en el grupo de música pop juvenil llamado New Kids on the Block. Debutó en el cine en Bullet (1996), película que rodó junto a Mickey Rourke. Ese mismo año hizo el papel de secuestrador en la película Rescate con Mel Gibson.
Participó en la película The Sixth Sense (1999) junto a Bruce Willis, personaje de apertura. En 2001 participó en la serie Band of Brothers, producida por Steven Spielberg y Tom Hanks.
Entre 2002 y 2003 tuvo unos de los papeles protagonistas en la serie Metropolis como el detective Joel Stevens. En 2003 participó en la adaptación del libro El cazador de sueños de Stephen King, interpreta a Duddits, un hombre con problemas mentales. En 2005 participó en la saga de Saw: en Saw II interpretó al detective Eric Matthews,.
Participó en la película El desafío (2006) con James Franco. En septiembre del mismo año protagonizó la serie Runaway en la cadena The CW, haciendo el papel de Paul Rader, un abogado acusado falsamente que tiene que huir con su familia para limpiar su nombre. La serie fue cancelada tras tres episodios, dejando otros seis sin emitir.
En 2007 participó en la película Los Reyes the South Beach y en la serie The Kill Point, junto a John Leguizamo. Coprotagonizó con Robert De Niro y Al Pacino, Righteous Kill (2008). En ese mismo año también coprotagonizó What Does It Kill You con Ethan Hawke, Mark Ruffalo y Amanda Peet.
En 2010 participó en el primer episodio de la quinta temporada de In Plain Sight, también participó en los primeros capítulos de la primera temporada de Rizzoli & Isles como el teniente Joey Grant.
Ese mismo año, Donnie se unió como personaje principal al elenco de la serie de CBS Blue Bloods, donde interpreta al detective Danny Reagan quien forma parte de una familia muy metida en la policía y la fiscalía  de la ciudad de Nueva York (junto a Tom Selleck como Frank Reagan, Bridget Moynahan como Erin Reagan y Will Estes como Jamie Reagan, entre otros). La serie se emite los viernes.
Apareció en la película Zookeeper (2011), interpretando a Shane. También fue narrador del programa "Boston's Finest".
Donnie es el presentador de un programa de Radio, "Cherry Tree Radio" los viernes por la noche 20:00h llamado "DDUB" "R&B Back Rub" en Internet.

## Filmografía
| Año  | Película                                           | Personaje                 |
| ---- | -------------------------------------------------- | ------------------------- |
| 1996 | Bullet                                             | Big Balls                 |
| 1996 | Rescate                                            | Cubby Barnes              |
| 1998 | The Taking of Pelham One Two Three (TV)            | Mr. Grey                  |
| 1998 | La huida                                           | Booker                    |
| 1998 | Southie                                            | Danny Quinn               |
| 1998 | Butter                                             | Rick Damon                |
| 1999 | Purgatory (TV)                                     | Deputy Glen/Billy The Kid |
| 1999 | Black Circle Boys                                  | Greggo                    |
| 1999 | The Sixth Sense                                    | Vincent Grey              |
| 2000 | Bullfighter                                        | Chollo                    |
| 2000 | Diamond Men                                        | Bobby Walker              |
| 2002 | Triggermen                                         | Terry Malloy              |
| 2003 | Dreamcatcher                                       | Douglas "Duddits" Cavell  |
| 2005 | N.Y.-70                                            | Det. Mike Ryan            |
| 2005 | Marilyn Hotchkiss' Ballroom Dancing & Charm School | Randall Ipswitch          |
| 2005 | Saw II                                             | Eric Matthews             |
| 2006 | Annapolis                                          | Lt. Burton                |
| 2006 | The Path to 9/11 (TV)                              | Kirk, operativo de la CIA |
| 2006 | Saw III                                            | Eric Matthews             |
| 2007 | Kings of South Beach (TV)                          | Andy Burnett              |
| 2007 | Dead Silence                                       | Det. Lipton               |
| 2007 | Saw IV                                             | Eric Matthews             |
| 2008 | Righteous Kill                                     | Det. Ted Riley            |
| 2008 | What Doesn't Kill You                              | Detective Moran           |
| 2009 | Bunker Hill (TV)                                   | Detective Mike Moriarty   |
| 2011 | Zookeeper                                          | Shane                     |

## Televisión
| Año           | Serie            | Personaje                  | Notas                               |
| ------------- | ---------------- | -------------------------- | ----------------------------------- |
| 2000          | The Practice     | Patrick Rooney             | Temporada 4, episodio 16            |
| 2001          | Big Apple        | Chris Scott                | Personaje Secundario, 7 episodios   |
| 2001          | Band of Brothers | C. Carwood Lipton          | Personaje Coprincipal, 10 episodios |
| 2001          | UC: Undercover   | Bobby                      | Temporada 1, episodio 7             |
| 2002-2003     | Boomtown         | Detective Joel Stevens     | Personaje Principal, 24 episodios   |
| 2007          | The Kill Point   | Capitán Horst Cali         | Personaje Coprincipal, 8 episodios  |
| 2010          | In Plain Sight   | Jimmy McCabe/Jimmy Porter  | Temporada 3, episodio 1             |
| 2010          | Rizzoli & Isles  | Lt. Joey Grant             | Temporada 1, episodio 2 y 3         |
| 2010-presente | Blue Bloods      | Det. Daniel "Danny" Reagan | Personaje Principal, 200 episodios  |